# Blandine Pont
Pour les articles homonymes, voir Pont (homonymie).
Blandine Pont (née le 28 novembre 1998 à Montpellier) est une judokate française, évoluant  dans la catégorie des moins de 48 kg.

## Biographie
Blandine Pont naît le 28 novembre 1998 à Montpellier, dans le département de l’Hérault en région Occitanie. Elle combat dans la catégorie de poids jusqu'à 48 kilogrammes, le super léger.
En 2014, elle termine deuxième aux Championnats d'Europe des moins de 18 ans.
En 2020, elle termine troisième aux Championnats d'Europe des moins de 23 ans.
Fin 2022, Blandine Pont remporte les championnats de France.
En février 2023, elle bat la Serbe Milica Nikolić en finale du tournoi du Grand Chelem à Paris.
Douze jours plus tard, elle remporte également le Grand Chelem de Tel-Aviv avec une victoire finale sur l'Israélienne Tamar Malca. Un mois et demi plus tard, elle bat à nouveau Tamar Malca en 8e de finale du Grand Chelem à Antalya. En finale, la Française. affronte une autre Israëlienne, Shira Rishony, et remporte sa troisième victoire en Grand Chelem en huit semaines.
Blandine Pont termine à la 5e place aux Championnats du monde de judo 2023 à Doha.
Le 25 avril 2024, Blandine Pont est sacrée vice-championne d’Europe lors des Championnats d’Europe de judo 2024 à Zagreb.

## Palmarès

### Compétitions internationales
| Année | Compétition                               | Lieu    | Résultat | Catégorie      |
| ----- | ----------------------------------------- | ------- | -------- | -------------- |
| 2014  | Championnats d'Europe cadets              | Athènes | 2e       | Moins de 48 kg |
| 2020  | Championnats d'Europe des moins de 23 ans | Poreč   | 3e       | Moins de 48 kg |
| 2024  | Championnats d'Europe                     | Zagreb  | 2e       | Moins de 48 kg |

### En Grand Chelem
| Année | Compétition  | Lieu      | Résultat | Catégorie      |
| ----- | ------------ | --------- | -------- | -------------- |
| 2021  | Grand Chelem | Paris     | 3e       | Moins de 48 kg |
| 2022  | Grand Chelem | Paris     | 3e       | Moins de 48 kg |
| 2022  | Grand Chelem | Tbilissi  | 3e       | Moins de 48 kg |
| 2023  | Grand Chelem | Paris     | 1re      | Moins de 48 kg |
| 2023  | Grand Chelem | Tel Aviv  | 1re      | Moins de 48 kg |
| 2023  | Grand Chelem | Antalya   | 1re      | Moins de 48 kg |
| 2023  | Grand Chelem | Abou Dabi | 3e       | Moins de 48 kg |

### Championnats de France
- Championne de France des moins de 48 kg en 2022